# Kolej Obwodowa

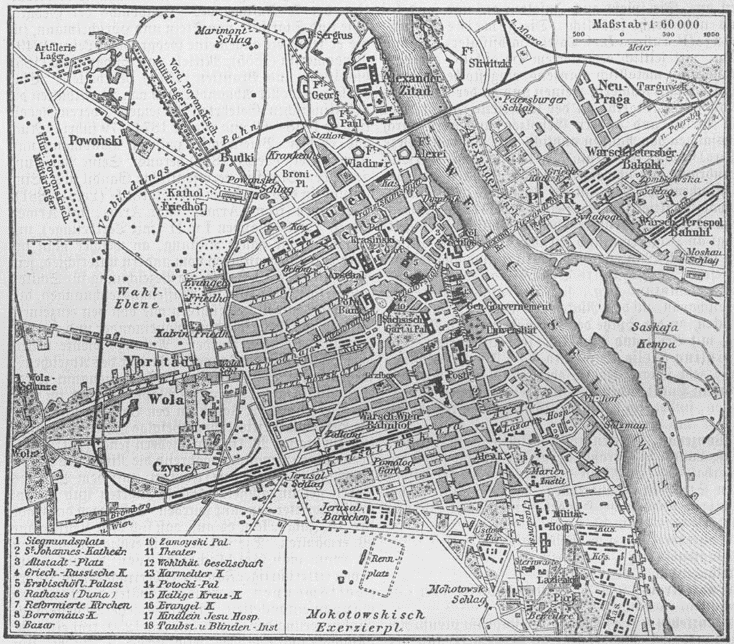
Im Meyers Konversationslexikon (4. Auflage) veröffentlichte Karte Warschaus aus den 1880er Jahren. Im oberen Teil und am linken Bildrand verlaufend ist die als „Verbindungs-Bahn“ bezeichnete Bahnstrecke zu erkennen

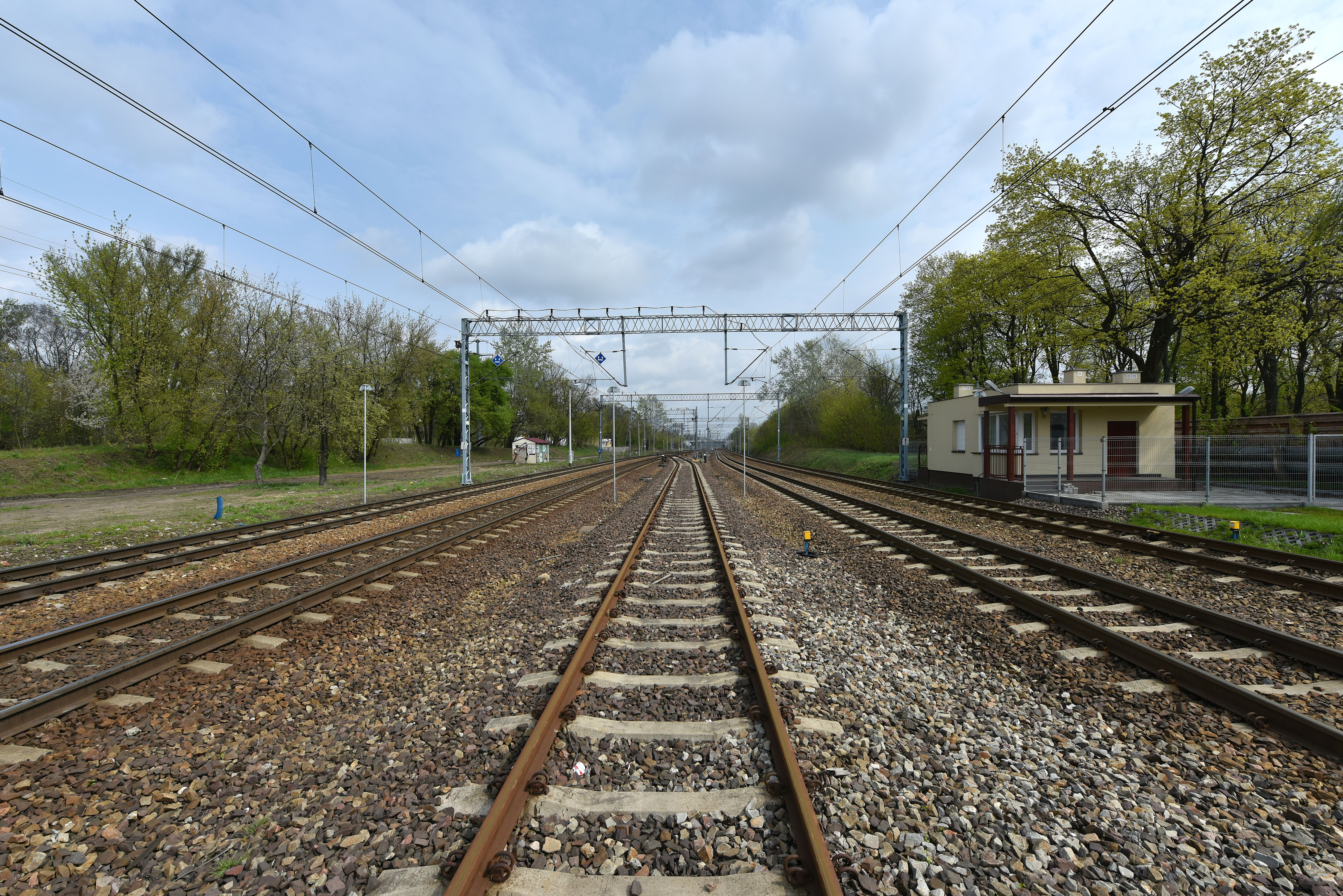
Die Strecke am Bahnübergang Ulica Jana Ostroroga beim Powązki-Friedhof

Die Kolej Obwodowa (dt.: Rundbahn) ist eine die heutige Innenstadt Warschaus nordwestlich umfahrende Eisenbahn-Ringlinie, die die Warschauer (überwiegend Kopf-) Bahnhöfe im Osten sowie im Westen der Weichsel verband. Heute wird sie vor allem für die Abwicklung von Güter- und Personen-Nahverkehr genutzt. Die Strecke wurde 1876 eröffnet.

## Geschichte
Im Jahr 1874 wurde in Verbindung mit der Erteilung der Konzession zum Bau und Betrieb der Weichselbahn deren Betreibergesellschaft (Towarzystwo Akcyjna Koleje Nadwiślańska) von den russischen Behörden verpflichtet, eine Nebenstrecke zur Verbindung des zu errichtenden Bahnhofs Warszawa Nadwiślańska mit den Warschauer Bahnhöfen am linken und rechten Weichselufers zu schaffen.
Die zum Bau einer Trasse benötigten Grundstücke wurden auf Basis eines Enteignungsgesetzes in den Jahren 1875 und 1876 erworben. Bereits bis 1875 war mit der Most przy Cytadeli die zu nutzende Eisenbahnbrücke über die Weichsel errichtet worden. Zum Zeitpunkt der Eröffnung der neuen Strecke wurden im Westen der zeitgleich gebaute Bahnhof Warszawa Obwodowa (Güterbahnhof des Dworzec Wiedeński) und im Osten die Kopfbahnhöfe Dworzec Terespolski und Dworzec Petersburski verbunden. Ende 1878 wurde dann mit dem Bau des bei der Warschauer Zitadelle liegenden Główny Dworzec Kolei Nadwiślańskiej (dt.: Weichselbahn-Hauptbahnhof) begonnen.
Die Strecke verlief auf einem Bahndamm mit mehreren Viadukten und verfügte über je ein Breit- und ein Normalspurgleis, da die drei angefahrenen Kopfbahnhöfe über unterschiedliche Spurweiten verfügten. Die Strecke diente durch ihren Damm auch als Bestandteil des Warschauer Festungssystems; auch konnten Panzerzüge an bestimmten Abschnitten eingesetzt werden. Bereits Ende des 19. Jahrhunderts stellte sich die Kapazität der Ringbahn als nicht ausreichend heraus; erste Pläne zur Anlage einer innerstädtischen Durchmesserlinie entstanden, die nach dem Ersten Weltkrieg mit dem Bau der Linia Średnicowa verwirklicht wurden.

## Verlauf
Heute verfügt die Kolej Obwodowa über zwei Normalspurgleise (an manchen Abschnitten auch über vier), trifft die im Westen auf den Bahnhof Warszawa Zachodnia (Haltestelle am Bahnsteig 8), im Osten verzweigt sie sich südlich des Bahnhofes Warszawa Praga, um die ehemalige Strecke der Weichselbahn und die nahegelegenen, heutigen Bahnhöfe Warszawa Wschodnia und Warszawa Wileńska zu erreichen. Die Gesamtlänge der Strecke beträgt etwa 9 km, von denen rund 7 km im Westteil der Stadt verlaufen. Aufgrund der Nutzung für den Nahverkehr entstanden weitere Haltepunkte an der Strecke: Warszawa Wola, Warszawa Młynów, Warszawa Koło, Warszawa Powązki im Westen und Warszawa Zoo im Osten der Stadt.